# أليكسندر أونيزيموفيتش أبليسيموف
أليكسندر أونيزيموفيتش أبليسيموف (9 سبتمبر 1742 - 1783) (بالروسية: Алекса́ндр Они́симович Абле́симов) هو كاتب ساخر وكاتب مسرحي وشاعر وصحفي ومؤلف نصوص أوبرا روسي عاش في القرن الثامن عشر.

## سيرته
ولِدَ أليكسندر أونيزيموفيتش أبليسيموف في التاسع من سبتمبر سنة 1742 في مدينة جاليتشسكي الروسية، وعمل في البداية ناسخاً لدى ألكسندر بتروفيتش سوماروكوف، ثُمَّ نشر أعماله الخاصة، وبدأ بالقصص الخيالية والقصائد الساخرة، ثُمَّ انتقل إلى كتابة نصوص الأوبرا، فكتب نص أوبرا ميخائيل سوكولوفسكي، التي نُشِرت في 1779، وذاع صيتها في أرجاء البلاد لثلاثة عقود، ثُمَّ كتب نص أوبرا من تأليف م. إيكل، بالإضافة إلى حوار درامي بمناسبة افتتاح مسرح بيتروفكا في موسكو. تُوفِّي أبليسيموف في سنة 1783 في مدينة كوستروما.